# Christian Titz
Christian Titz (* 1. April 1971 in Mannheim) ist ein ehemaliger deutscher Fußballspieler und heutiger Fußballtrainer. Er ist seit der Saison 2025/26 Cheftrainer von Hannover 96.

## Leben
Nach dem Hauptschulabschluss hat Titz eine Ausbildung zum Verwaltungsfachangestellten absolviert. Später hat er die mittlere Reife und das Fachabitur nachgeholt. Er studierte anschließend Betriebswirtschaftslehre und ist staatlich geprüfter Betriebswirt. Titz ist Inhaber des Dienstleistungsunternehmens Coaching Zone, einem Internetportal für modernes und individuelles Fußballtraining mit einer eigenen Trainingslehre. Mit seinem Partner Thomas Dooley veröffentlichte er mehrere Fachbücher. Er ist verheiratet und Vater von zwei Kindern. Titz engagiert sich ehrenamtlich für Rheumakinder e. V. und ist seit 2018 Schirmherr des Vereins. Hintergrund ist die Erkrankung seines Sohnes.
In seiner Jugend war Titz als Spieler beim FC Viktoria Neckarhausen und SV Sandhausen aktiv. Im Herrenbereich spielte er für Neckarhausen, die SG Egelsbach, den SV Waldhof Mannheim und den SC 07 Idar-Oberstein. Seine Laufbahn musste Titz aufgrund einer Sportinvalidität früh beenden. Anschließend wechselte er in den Trainerberuf.

## Trainerkarriere

### Anfänge im Jugend- und Amateurfußball
Seine ersten Schritte als Trainer machte Titz von 2000 bis 2004 bei der A-Jugend-Mannschaft von Alemannia Aachen. Sein Freund und Kollege Eugen Hach holte ihn in den Verein. 2004 erwarb Titz an der Deutschen Sportschule Köln die Fußballlehrer-Lizenz. Er absolvierte die Ausbildung unter der Leitung von Erich Rutemöller. Im November 2005 übernahm Titz den 1. FC Passau, der in der Saison 2005/06 in der Bayernliga gegen den Abstieg spielte. Er krempelte den Kader in der Winterpause nahezu komplett um, konnte die Mannschaft aber nicht vor dem Sturz in die Landesliga bewahren und verließ den Verein im August 2006. Nach seinem Abschied von Passau war Titz drei Jahre für den US-amerikanischen Fußballverband im Nachwuchsbereich tätig und baute unter anderem für die Amerikaner ein Scoutingnetzwerk in Europa auf.
In der Saison 2009/10 trainierte Titz in Personalunion, die in der Mittelrheinliga spielende erste Mannschaft sowie die in der A-Junioren-Bundesliga spielende A-Jugend des SCB Viktoria Köln. Im Dezember 2009 stellte der Verein ihn von seinen Aufgaben frei. Ab der Saison 2011/12 war Titz Cheftrainer, des in der Oberliga Südwest spielenden FC 08 Homburg und stieg mit dem Club als Meister in die Regionalliga Südwest auf. In den folgenden Spielzeiten 2012/13 (14.) und 2013/14 (11.) konnte er die Mannschaft in der vierten Liga etablieren. Am 10. April 2014 wurde Titz, nach einer Negativserie und einer mangelnden Entwicklung der Mannschaft, beurlaubt.

### Hamburger SV
Ab der Saison 2015/16 betreute Titz die in der B-Junioren-Bundesliga spielenden B1-Junioren (U17) des Hamburger SV für zwei Spielzeiten. Zur Saison 2017/18 übernahm er die in der viertklassigen Regionalliga Nord antretende zweite Mannschaft (U21). Mit 40 Punkten aus 17 Spielen wurde die U21 Herbstmeister.
Am 13. März 2018 gab Titz die U21 nach 20 Spielen und 45 Punkten auf dem ersten Tabellenplatz ab und übernahm zunächst bis zum Ende der Saison 2017/18 von Bernd Hollerbach die Bundesligamannschaft des HSV, die nach dem 26. Spieltag mit 7 Punkten Rückstand auf den Relegationsplatz auf dem 17. Platz stand. Unter Titz holte der HSV in 8 Spielen 13 Punkte. Dadurch kam das letzte nie abgestiegene Bundesliga-Gründungsmitglied vor dem letzten Spieltag, vor dem sich der Verein mit Titz auf eine weitere ligaunabhängige Zusammenarbeit geeinigt hatte, auf 2 Punkte an den Relegationsplatz heran, stieg aber trotz eines Sieges am 12. Mai 2018 in die 2. Bundesliga ab. Aufgrund der Leistungssteigerung, der verbesserten Spielweise und des regelmäßigen Einbaus von jungen Spielern wie Tatsuya Itō oder Matti Steinmann, die die Saison in der zweiten Mannschaft begonnen hatten, erhielt Titz viel Lob. Wenige Tage nach dem Abstieg unterschrieb Titz schließlich einen neuen Vertrag mit einer Laufzeit bis zum 30. Juni 2020.
Das Auftaktspiel der Saison 2018/19 verlor der HSV zu Hause mit 0:3 gegen Holstein Kiel. Nach 4 Siegen aus den folgenden 4 Spielen war der HSV Tabellenführer. Anschließend verlor man zu Hause mit 0:5 gegen den SSV Jahn Regensburg, was die bis dahin höchste Heimniederlage der Vereinsgeschichte bedeutete (ebenso 0:5 gegen den FC Bayern München 1974, gegen die AS Saint-Étienne 1980 und wiederum den FC Bayern München 2014). Aus den folgenden 4 Spielen folgte nur noch ein weiterer Sieg sowie 3 torlose Unentschieden, unter anderem im Stadtderby gegen den FC St. Pauli. Am 23. Oktober 2018 trennte sich der Verein – auf dem 5. Tabellenplatz mit 2 Punkten Rückstand auf den Tabellenführer stehend – von Titz und ersetzte ihn durch Hannes Wolf. Als Grund nannte der Sportvorstand Ralf Becker, dass man zu der Erkenntnis gelangt sei, die angestrebte Entwicklung nicht genommen zu haben und man daher ein erhöhtes Risiko sehe, die Saisonziele zu verfehlen.

### Rot-Weiss Essen
Zur Saison 2019/20 übernahm Titz die Regionalligamannschaft von Rot-Weiss Essen als Nachfolger von Karsten Neitzel, der nach dem 8. Platz in der Vorsaison von seinen Aufgaben entbunden worden war. Titz erhielt einen bis zum 30. Juni 2021 laufenden Vertrag. Essen beendete die Spielzeit, deren Abbruch in Folge der COVID-19-Pandemie offiziell vom Ausrichter bestätigt wurde, als Tabellendritter und verpasste so das von der Vereinsführung angepeilte Ziel der Teilnahme an den Drittligaaufstiegsspielen. Daraus resultierend wurde der noch ein Jahr gültige Vertrag am Saisonende aufgelöst.

### 1. FC Magdeburg
Am 12. Februar 2021 übernahm Titz den abstiegsbedrohten Drittligisten 1. FC Magdeburg als Nachfolger von Thomas Hoßmang. Er unterschrieb einen Vertrag bis zum 30. Juni 2022. Titz startete mit drei Niederlagen, auf die eine Serie von elf ungeschlagenen Spielen folgte, von denen neun gewonnen wurden. Aufgrund dieses Höhenflugs wurde bereits am drittletzten Spieltag der Klassenerhalt erreicht. In der Saison 2021/22 bestätigte das Team die gute Form und kristallisierte sich früh als Favorit heraus. Vom 7. bis zum 38. Spieltag belegte der FCM Platz 1 in der Liga. Bereits am 35. Spieltag stand die Meisterschaft und somit der Aufstieg in die 2. Bundesliga fest. Die Saison wurde schließlich mit 78 Punkten und 14 Punkten Vorsprung auf den Zweiten Eintracht Braunschweig abgeschlossen. Durch den Aufstieg verlängerte sich sein Vertrag automatisch. Zum Saisonabschluss gewann Titz mit der Mannschaft auch den Sachsen-Anhalt-Pokal und wurde vom DFB zum Trainer der Saison der 3. Liga ausgezeichnet.
Die Saison 2022/23 beendete der Verein auf dem 11. Tabellenplatz mit 43 Punkten. Das 4:0 gegen Arminia Bielefeld markierte Titz 50. Pflichtspielsieg beim Club. Sein Vertrag war bereits in der Winterpause verlängert worden, als der FCM auf dem 17. Tabellenplatz stand. Am 1. Januar 2024 gab der 1. FC Magdeburg die vorzeitige Vertragsverlängerung mit Christian Titz bekannt. Die Saison 2023/24 beendete der Verein auf dem 14. Tabellenplatz mit 38 Punkten. In der Saison 2024/25 befanden sich die Magdeburger lange in der Spitzengruppe. Erst durch eine Niederlage am drittletzten Spieltag konnte der Aufstiegsrelegationsplatz nicht mehr erreicht werden. Die Mannschaft schloss die Saison letztendlich mit 53 Punkten auf dem 5. Platz ab.

### Hannover 96
Zur Saison 2025/26 wechselte Titz zum Ligakonkurrenten Hannover 96. Er unterschrieb einen Vertrag bis zum 30. Juni 2027.

## Titel
- Deutscher Drittligameister und Aufstieg in die 2. Bundesliga: 2022 (1. FC Magdeburg)
- Sachsen-Anhalt-Pokalsieger: 2022 (1. FC Magdeburg)
- Meister der Oberliga Südwest und Aufstieg in die Regionalliga Südwest: 2012 (FC 08 Homburg)

## Publikationen
- mit Thomas Dooley: Fußball – Das 4-4-2-System. Laufwege erlernen, Angriff & Abwehr trainieren, Viererkette perfektionieren. Meyer & Meyer Verlag, Aachen, 2. Auflage 2010, ISBN 978-3-89899-629-7.
- mit Thomas Dooley: Fußball – Dribbeln und Finten. Finten und Tricks lernen, jonglieren & dribbeln wie die Profis. Meyer & Meyer Verlag, Aachen 2010, ISBN 978-3-89899-558-0.
- mit Thomas Dooley: Fußball – Passen und Ballkontrolle. Gezieltes passen, perfekte Ballkontrolle, maximale Präzision. Meyer & Meyer Verlag, Aachen 2010, ISBN 978-3-89899-557-3.
- mit Thomas Dooley: Fußball – Perfekte Schusstechniken. Techniken perfektionieren, optimale Ballannahme und -mitnahme, effizienter Torabschluss. Meyer & Meyer Verlag, Aachen 2011, ISBN 978-3-89899-689-1.
- mit Thomas Dooley: Fußball – Standardsituationen erfolgreich umsetzen. Tricks und Varianten trainieren, Laufwege einüben, Timing perfektionieren. Meyer & Meyer Verlag, Aachen 2011, ISBN 978-3-89899-649-5.
- mit Thomas Dooley: Fußball – Torwarttraining. Abwehr mitgestalten, Spielaufbau fördern. Technik & Taktik erlernen. Meyer & Meyer Verlag, Aachen, 2. Auflage 2015, ISBN 978-3-89899-628-0.
- mit Thomas Dooley: Fußball – Zweikampfschulung. Einzel-, Gruppen- & Mannschaftstaktik. Defensiv- & Offensivtechniken. Mehr als 40 Übungsvarianten. Meyer & Meyer Verlag, Aachen 2012, ISBN 978-3-89899-716-4.